# Stigmidium parvum
Stigmidium parvum är en lavart som först beskrevs av Henssen, och fick sitt nu gällande namn av Rolf Santesson. Stigmidium parvum ingår i släktet Stigmidium, och familjen Mycosphaerellaceae. Arten är reproducerande i Sverige.